# Efeito Miller
O efeito Miller reside no fato de que a capacitância intereletródica, "grade-placa", nas válvulas termiônicas, em particular do triodo, modifica a capacitância efetiva do círculo gerador de força, variando em eficácia segundo a frequência. Esta condição contribui para a linearidade.
{\displaystyle C_{M}=C(1+A_{v})\,}
em que{\displaystyle -A_{v}} é o ganho do amplificador e C é a capacitância feedback.